# 10.ª etapa de la Vuelta a España 2018
La 10.ª etapa de la Vuelta a España 2018 tuvo lugar el 4 de septiembre de 2018 entre Salamanca y Bermillo de Sayago sobre un recorrido de 177 km y fue ganada al sprint por el ciclista italiano Elia Viviani del equipo Quick-Step Floors, quien completó su segundo triunfo de etapa en la Vuelta 2018. El ciclista británico Simon Yates del equipo Mitchelton-Scott conservó el maillot de líder.

## Clasificación de la etapa
| \| Clasificación de la etapa \| Clasificación de la etapa \| Clasificación de la etapa \| Clasificación de la etapa \| Clasificación de la etapa \| \| Ciclista \| Ciclista \| Equipo \| Tiempo \| \| \| ------------------------- \| ------------------------- \| ------------------------- \| ------------------------- \| ------------------------- \| \| 1.º \| Elia Viviani \| Quick-Step Floors \| 4 h 08 min 08 s \| \| \| 2.º \| Peter Sagan \| Bora-Hansgrohe \| + 0 s \| \| \| 3.º \| Giacomo Nizzolo \| Trek-Segafredo \| + 0 s \| \| \| 4.º \| Nelson Soto Martínez \| Caja Rural-Seguros RGA \| + 0 s \| \| \| 5.º \| Marc Sarreau \| Groupama-FDJ \| + 0 s \| \| \| 6.º \| Danny van Poppel \| LottoNL-Jumbo \| + 0 s \| \| \| 7.º \| Iván García Cortina \| Bahrain-Merida \| + 0 s \| \| \| 8.º \| Jon Aberasturi \| Euskadi-Murias \| + 0 s \| \| \| 9.º \| Simone Consonni \| UAE Team Emirates \| + 0 s \| \| \| 10.º \| Matteo Trentin \| Mitchelton-Scott \| + 0 s \| \| |                      |                        |                 |
| |                      |                        |                 |
| Fuente: ProCyclingStats |                      |                        |                 |
| Clasificación de la etapa |                      |                        |                 |
| Ciclista | Ciclista             | Equipo                 | Tiempo          |
| 1.º | Elia Viviani         | Quick-Step Floors      | 4 h 08 min 08 s |
| 2.º | Peter Sagan          | Bora-Hansgrohe         | + 0 s           |
| 3.º | Giacomo Nizzolo      | Trek-Segafredo         | + 0 s           |
| 4.º | Nelson Soto Martínez | Caja Rural-Seguros RGA | + 0 s           |
| 5.º | Marc Sarreau         | Groupama-FDJ           | + 0 s           |
| 6.º | Danny van Poppel     | LottoNL-Jumbo          | + 0 s           |
| 7.º | Iván García Cortina  | Bahrain-Merida         | + 0 s           |
| 8.º | Jon Aberasturi       | Euskadi-Murias         | + 0 s           |
| 9.º | Simone Consonni      | UAE Team Emirates      | + 0 s           |
| 10.º | Matteo Trentin       | Mitchelton-Scott       | + 0 s           |

## Clasificaciones al final de la etapa

### Clasificación general
| \| Clasificación general \| Clasificación general \| Clasificación general \| Clasificación general \| Clasificación general \| \| Ciclista \| Ciclista \| Equipo \| Tiempo \| \| \| --------------------- \| --------------------- \| ------------------------- \| --------------------- \| --------------------- \| \| 1.º \| Simon Yates \| Mitchelton-Scott \| 41 h 03 min 00 s \| \| \| 2.º \| Alejandro Valverde \| Movistar Team \| + 1 s \| \| \| 3.º \| Nairo Quintana \| Movistar Team \| + 14 s \| \| \| 4.º \| Emanuel Buchmann \| Bora-Hansgrohe \| + 16 s \| \| \| 5.º \| Ion Izagirre \| Bahrain-Merida \| + 17 s \| \| \| 6.º \| Tony Gallopin \| AG2R La Mondiale \| + 24 s \| \| \| 7.º \| Miguel Ángel López \| Astana \| + 27 s \| \| \| 8.º \| Rigoberto Urán \| EF Education First-Drapac \| + 32 s \| \| \| 9.º \| Steven Kruijswijk \| LottoNL-Jumbo \| + 43 s \| \| \| 10.º \| George Bennett \| LottoNL-Jumbo \| + 47 s \| \| |                    |                           |                  |
| |                    |                           |                  |
| Fuente: ProCyclingStats |                    |                           |                  |
| Clasificación general |                    |                           |                  |
| Ciclista | Ciclista           | Equipo                    | Tiempo           |
| 1.º | Simon Yates        | Mitchelton-Scott          | 41 h 03 min 00 s |
| 2.º | Alejandro Valverde | Movistar Team             | + 1 s            |
| 3.º | Nairo Quintana     | Movistar Team             | + 14 s           |
| 4.º | Emanuel Buchmann   | Bora-Hansgrohe            | + 16 s           |
| 5.º | Ion Izagirre       | Bahrain-Merida            | + 17 s           |
| 6.º | Tony Gallopin      | AG2R La Mondiale          | + 24 s           |
| 7.º | Miguel Ángel López | Astana                    | + 27 s           |
| 8.º | Rigoberto Urán     | EF Education First-Drapac | + 32 s           |
| 9.º | Steven Kruijswijk  | LottoNL-Jumbo             | + 43 s           |
| 10.º | George Bennett     | LottoNL-Jumbo             | + 47 s           |

### Clasificación por puntos
| Clasificación por puntos | Clasificación por puntos | Clasificación por puntos | Clasificación por puntos | Clasificación por puntos |
| Ciclista                 | Ciclista                 | Equipo                   | Puntos                   |                          |
| ------------------------ | ------------------------ | ------------------------ | ------------------------ | ------------------------ |
| 1.º                      | Peter Sagan              | Bora-Hansgrohe           | 83 pts                   |                          |
| 2.º                      | Alejandro Valverde       | Movistar Team            | 81 pts                   |                          |
| 3.º                      | Elia Viviani             | Quick-Step Floors        | 66 pts                   |                          |
| 4.º                      | Benjamin King            | Dimension Data           | 58 pts                   |                          |
| 5.º                      | Danny van Poppel         | LottoNL-Jumbo            | 56 pts                   |                          |
| 6.º                      | Giacomo Nizzolo          | Trek-Segafredo           | 53 pts                   |                          |
| 7.º                      | Michał Kwiatkowski       | Team Sky                 | 50 pts                   |                          |
| 8.º                      | Bauke Mollema            | Trek-Segafredo           | 40 pts                   |                          |
| 9.º                      | Ion Izagirre             | Bahrain-Merida           | 39 pts                   |                          |
| 10.º                     | Tony Gallopin            | AG2R La Mondiale         | 37 pts                   |                          |

### Clasificación de la montaña
| Clasificación de la montaña | Clasificación de la montaña | Clasificación de la montaña | Clasificación de la montaña | Clasificación de la montaña |
| Ciclista                    | Ciclista                    | Equipo                      | Puntos                      |                             |
| --------------------------- | --------------------------- | --------------------------- | --------------------------- | --------------------------- |
| 1.º                         | Luis Ángel Maté             | Cofidis, Solutions Crédits  | 60 pts                      |                             |
| 2.º                         | Benjamin King               | Dimension Data              | 33 pts                      |                             |
| 3.º                         | Bauke Mollema               | Trek-Segafredo              | 24 pts                      |                             |
| 4.º                         | Pierre Rolland              | EF Education First-Drapac   | 20 pts                      |                             |
| 5.º                         | Thomas de Gendt             | Lotto-Soudal                | 10 pts                      |                             |
| 6.º                         | Ben Gastauer                | AG2R La Mondiale            | 7 pts                       |                             |
| 7.º                         | Alejandro Valverde          | Movistar Team               | 6 pts                       |                             |
| 8.º                         | Dylan Teuns                 | BMC Racing Team             | 6 pts                       |                             |
| 9.º                         | Nikita Stalnow              | Astana                      | 6 pts                       |                             |
| 10.º                        | Héctor Sáez Benito          | Euskadi-Murias              | 4 pts                       |                             |

### Clasificación de la combinada
| Clasificación de la combinada | Clasificación de la combinada | Clasificación de la combinada | Clasificación de la combinada | Clasificación de la combinada |
| Ciclista                      | Ciclista                      | Equipo                        | Puntos                        |                               |
| ----------------------------- | ----------------------------- | ----------------------------- | ----------------------------- | ----------------------------- |
| 1.º                           | Alejandro Valverde            | Movistar Team                 | 11 pts                        |                               |
| 2.º                           | Benjamin King                 | Dimension Data                | 24 pts                        |                               |
| 3.º                           | Miguel Ángel López            | Astana                        | 32 pts                        |                               |
| 4.º                           | Bauke Mollema                 | Trek-Segafredo                | 38 pts                        |                               |
| 5.º                           | Simon Yates                   | Mitchelton-Scott              | 45 pts                        |                               |
| 6.º                           | Nairo Quintana                | Movistar Team                 | 45 pts                        |                               |
| 7.º                           | Michał Kwiatkowski            | Team Sky                      | 45 pts                        |                               |
| 8.º                           | Laurens De Plus               | Quick-Step Floors             | 75 pts                        |                               |
| 9.º                           | Simon Clarke                  | EF Education First-Drapac     | 77 pts                        |                               |
| 10.º                          | Dylan Teuns                   | BMC Racing Team               | 78 pts                        |                               |

### Clasificación por equipos
| Clasificación por equipos | Clasificación por equipos                | Clasificación por equipos | Clasificación por equipos |
| Equipo                    | Equipo                                   | Tiempo                    |                           |
| ------------------------- | ---------------------------------------- | ------------------------- | ------------------------- |
| 1.º                       | Lotto NL-Jumbo                           | 123 h 09 min 16 s         |                           |
| 2.º                       | Movistar Team                            | + 1 min 36 s              |                           |
| 3.º                       | AG2R La Mondiale                         | + 4 min 08 s              |                           |
| 4.º                       | Dimension Data                           | + 7 min 03 s              |                           |
| 5.º                       | Bahrain-Merida                           | + 7 min 46 s              |                           |
| 6.º                       | Bora-Hansgrohe                           | + 11 min 23 s             |                           |
| 7.º                       | Sky                                      | + 14 min 34 s             |                           |
| 8.º                       | EF Education First-Drapac p/b Cannondale | + 17 min 24 s             |                           |
| 9.º                       | UAE Team Emirates                        | + 26 min 33 s             |                           |
| 10.º                      | Groupama-FDJ                             | + 30 min 04 s             |                           |

## Abandonos
- Dan Martin, no tomó la salida. Su retiro se dio para asistir al inminente nacimiento de sus hijos gemelos.[2]
- Simone Petilli, por caída a 41 kilómetros de meta con traumatismo craneal.[3]